# Regione di La Libertad
La Libertad è una regione del Perù di 1.539.774 abitanti, che ha come capoluogo Trujillo. E ha due Patrimoni dell'umanità dichiarati dall'UNESCO, il Parco Nazionale del fiume Abiseo nel 1983 e Chan Chan nel 1986. È leader nazionale nel settore dell'agro-export e nella produzione di oro. Ed è il secondo dipartimento con il maggior numero di elettori secondo la JNE nel 2021. E con una popolazione di oltre 2 milioni di liberteños entro il 2020. Ha il secondo parco automobilistico più grande del Perù.

## Geografia antropica

### Suddivisioni amministrative
La regione è suddivisa in 12 province che sono composte di 80 distretti. Le province, con i relativi capoluoghi tra parentesi, sono:
- Ascope (Ascope)
- Bolívar (Bolívar)
- Chepén (Chepén)
- Gran Chimú (Cascas)
- Julcán (Julcán)
- Otuzco (Otuzco)
- Pacasmayo (San Pedro de Lloc)
- Pataz (Tayabamba)
- Sánchez Carrión (Huamachuco)
- Santiago de Chuco (Santiago de Chuco)
- Trujillo (Trujillo)
- Virú (Virú)